# Rafael Leão
Rafael Alexandre Conceição Leão (født 10. juni 1999) er en portugisisk professionel fodboldspiller, som spiller for Serie A-klubben AC Milan og Portugals landshold.